# Subordonată circumstanțială condițională
Propoziția subordonată circumstanțială condițională (abr. CDT) arată o condiție de a cărei îndeplinire depinde realizarea acțiunii sau a însușirii exprimate de verbul sau adjectivul determinat. Răspunde, ca și complementul circumstanțial condițional, la întrebările: cu ce condiție?, în ce condiție?.

## Topicășipunctuație
- Propoziția subordonată circumstanțială condițională poate sta înaintea propoziției regente sau după aceasta.
- Este izolată, de obicei, prin virgulă, indiferent de poziția pe care o ocupă față de regentă. De exemplu, în propoziția „În caz de vei reuși, vei avea tot ce-ți dorești.”, subordonata este subliniată. Cuvântul determinat poate fi un verb, o locuțiune verbală (la orice diateză), o interjecție sau un adjectiv[necesită citare]. Elementul de relație poate fi o conjuncție subordonatoare (dacă, de, ca, să) sau o locuțiune conjuncțională (în caz că).